# Ampulex ferruginea
Ampulex ferruginea là một loài côn trùng cánh màng trong họ Ampulicidae, thuộc chi Ampulex. Loài này được Bradley miêu tả khoa học đầu tiên năm 1934.